# Edith González
Edith González Fuentes (Monterrey, 10 december 1964 - Mexico-Stad, 13 juni 2019)  was een Mexicaans actrice. Geboren op 10 december 1964 te Monterrey. Ze is op de leeftijd van 54 jaar overleden aan eierstokkanker. 

## Filmografie
- Biblioteca Nacional de España: XX4996067
- Gemeinsame Normdatei: 1234501732
- International Standard Name Identifier: 0000 0000 4827 663X
- Library of Congress Control Number: no2007083188
- Virtual International Authority File: 17007082